# Amit Quluzadə
Amit Quluzadə (Baku, 20 novembre 1992) è un ex calciatore azero, di ruolo centrocampista.